# Tocoyena arenicola
Tocoyena arenicola är en måreväxtart som beskrevs av Piero G. Delprete. Tocoyena arenicola ingår i släktet Tocoyena och familjen måreväxter. Inga underarter finns listade i Catalogue of Life.